# Synagoge (Tauberbischofsheim)

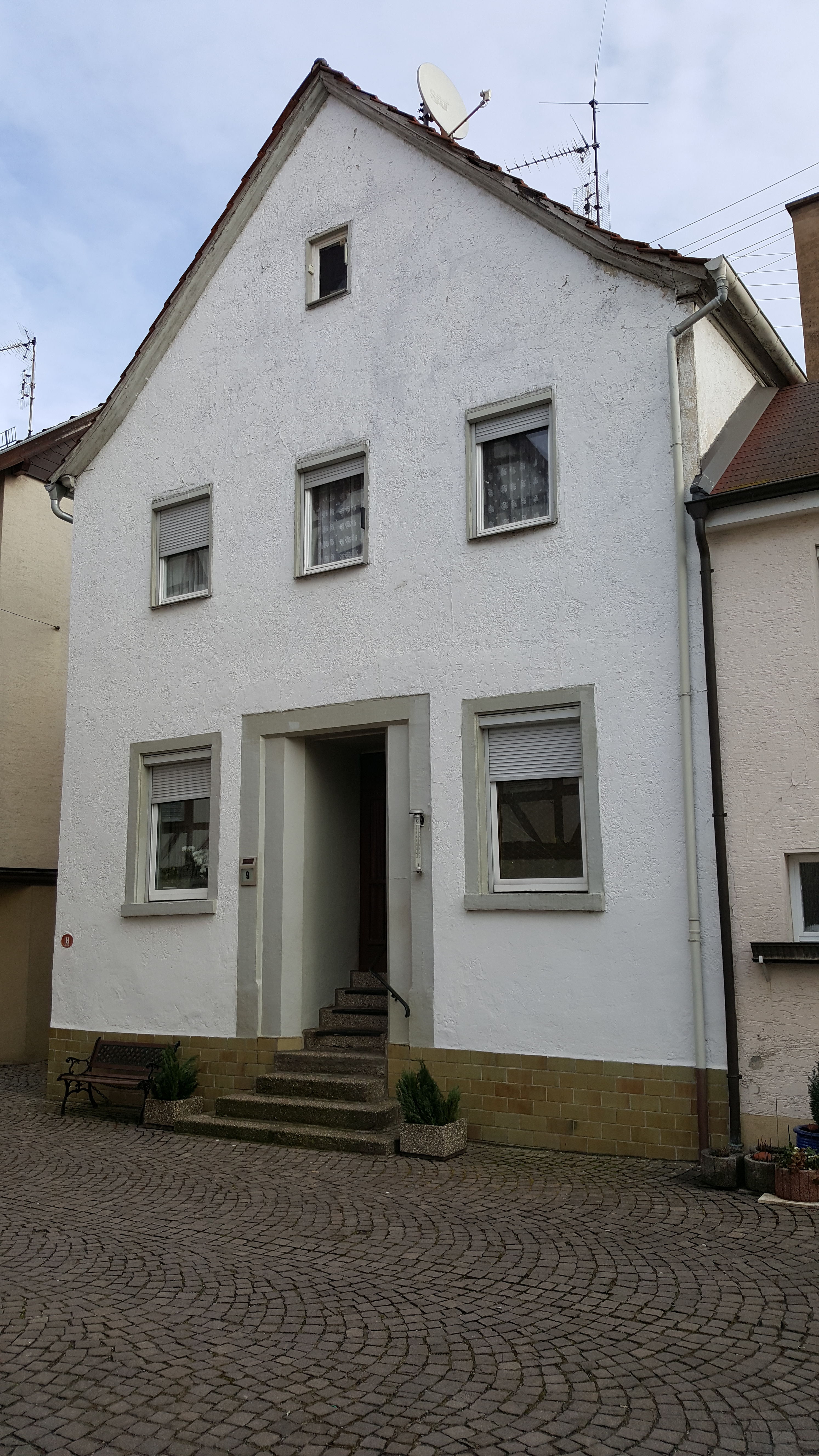
Ehemalige Synagoge der jüdischen Gemeinde Tauberbischofsheim in der Bachgasse mit einem auffallend hohen Eingangsbereich

Die ehemalige Synagoge in Tauberbischofsheim (früher Bischofsheim) im Main-Tauber-Kreis wurde um 1720 bis 1740 errichtet und bestand bis zum Novemberpogrom 1938. Von bereits mittelalterlichen, jüdischen Einrichtungen oder einem Vorgängerbau ist nichts bekannt, doch angesichts der Größe der ehemaligen jüdischen Gemeinde Tauberbischofsheim war aller Wahrscheinlichkeit nach bereits im Mittelalter eine Synagoge vorhanden. Von 1850 bis 1864 war die Tauberbischofsheimer Synagoge vorübergehend dem Bezirksrabbinat Tauberbischofsheim zugeordnet, davor und danach dem Bezirksrabbinat Wertheim.

## Geschichte
Die ehemalige Tauberbischofsheimer Synagoge wurde im 18. Jahrhundert um 1720 bis 1740 erbaut. Um 1730 ist auch der Wohnsitz eines Rabbiners in der Stadt bekannt. Beim Synagogengebäude (heutige Anschrift: Bachgasse 9) handelte es sich um ein dreistöckiges Gebäude. Dieses zog sich von der Bachgasse bis zur Gerbergasse hin und beherbergte bis 1879 auch eine jüdische Schule sowie eine Lehrer-/Vorsängerwohnung, die nach 1879 in das jüdische Gemeindehaus (heutige Anschrift: Hauptstraße 72) verlegt wurden. Die jüdische Gemeinde verkaufte das renovierungsbedürftige Synagogengebäude am 1. September 1879 an das Gemeindeglied Samuel Heimann für 4.000 Mark, sicherte sich jedoch das Recht zur Nutzung des Betsaales zu. Von 1922 bis 1923 wurde der Betsaal umfassend renoviert.

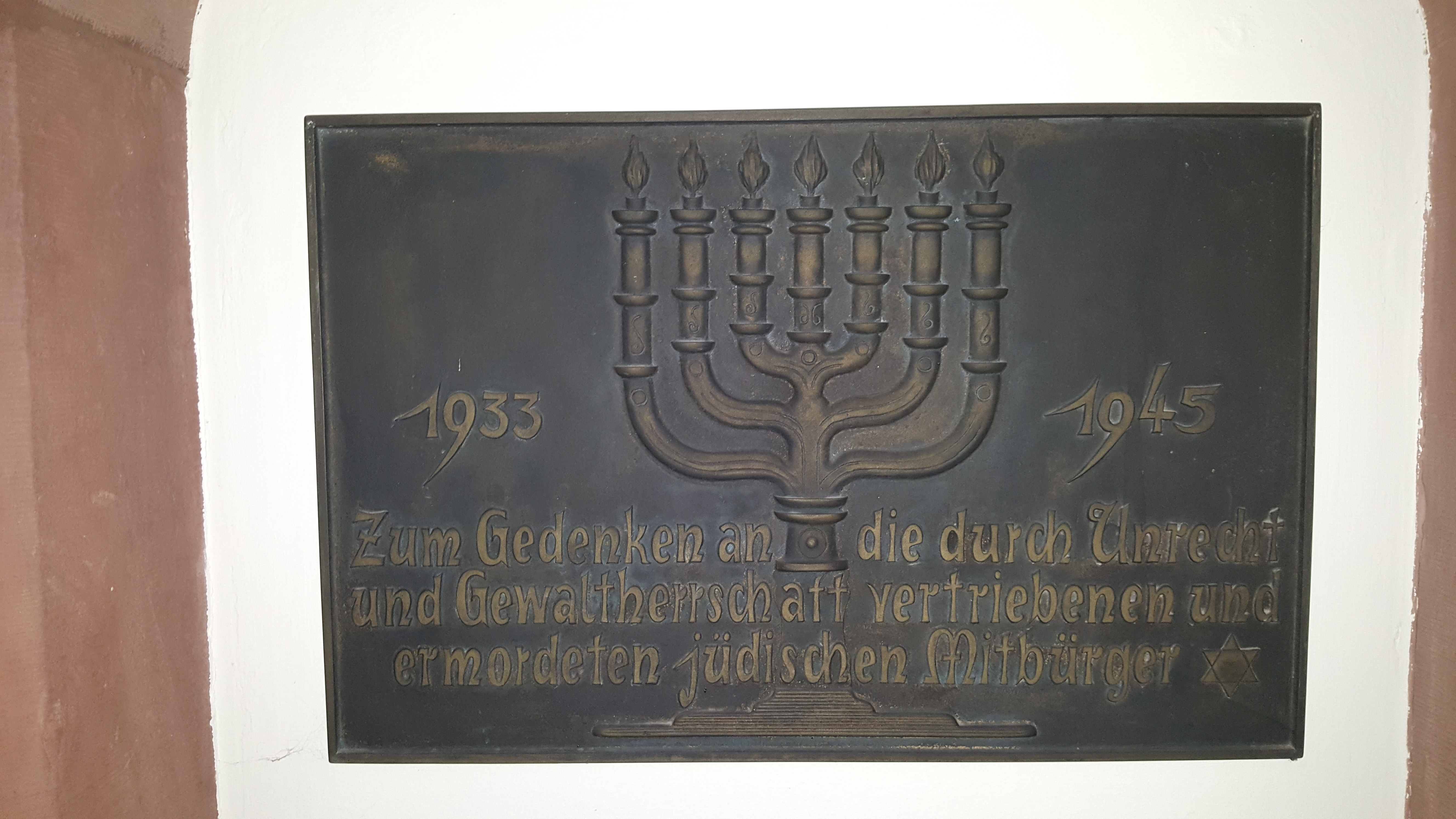
Gedenktafel im Tauberbischofsheimer Rathaus für „die durch Unrecht und Gewaltherrschaft vertriebenen und ermordeten jüdischen Mitbürger“ der Stadt von 1933 bis 1945

Bis zum Novemberpogrom 1938, als die Inneneinrichtung der Synagoge demoliert und auf dem Marktplatz verbrannt wurde, diente die Synagoge den in Tauberbischofsheim sowie in den umliegenden Dörfern (in den jüdischen Gemeinden Dittigheim, Hochhausen und Impfingen) noch lebenden Juden als gottesdienstlicher Mittelpunkt. Die enge Bebauung in der Bachgasse verhinderte ein Anzünden der Tauberbischofsheimer Synagoge durch die Nationalsozialisten.
Die Stadt Tauberbischofsheim erwarb am 29. Februar 1940 die Synagoge mit dem 1,62 a großen Grundstück zum Preis von 2.000 RM. Der Kaufpreis wurde nach der Genehmigung durch das Landratsamt des Landkreises Tauberbischofsheim und die Devisenstelle an die Reichsvereinigung der Juden in Deutschland überwiesen. Das Gebäude diente zunächst als Kriegsgefangenenlager, bevor es am 22. Juni 1943 an den Inhaber einer Herrenkleiderfabrik vermietet wurde.
1945 beschlagnahmten die Alliierten das ehemalige Synagogengebäude und übergaben es der Jüdischen Vermögensverwaltung (JRSO). Da der Hausverkauf von 1940 nach dem Gesetz Nr. 59 der amerikanischen Militärregierung für ungültig erklärt wurde, da der Verkauf damals unter nationalsozialistischem Druck erfolgte, wurden im Mai 1949 zwischen der Stadt und der JRSO Verhandlungen bezüglich des Gebäudes aufgenommen. Am 5. April 1950 verkaufte die JRSO das Gebäude schließlich an Privatleute. Nach einem Umbau für Wohnzwecke dient es bis zur Gegenwart als Wohnhaus. Eine Gedenktafel erinnert heute an die ehemalige Synagoge.